# Колаж
Колаж (от фр. collage) е техника в изобразителното изкуство, при която различни фрагменти, напр. текст, цветни хартии, изрезки от вестници и т.н. изграждат картинното пространство. Често колажът се смесва с различни живописни техники.
Първото течение в изкуството, в което колажът играе важна роля, е кубизмът.
В по-общ смисъл колаж се използва и за обозначаване на метод на наслагване на елементи и в музиката, видеото и т.н.